# Commission locale d’évaluation des charges transférées
 (octobre 2016).
En France, la commission locale d'évaluation des charges transférées (CLECT) a pour rôle d'assurer, pour un établissement public de coopération intercommunale (EPCI) et pour ses communes membres, la neutralité budgétaire du passage à la taxe professionnelle unique et des transferts de compétences. En effet, si l'EPCI fait le choix du régime fiscal de la taxe professionnelle unique (FPU), qui signifie que l'EPCI prélève lui-même la fiscalité professionnelle, les communes membres reçoivent en compensation une « attribution » versée chaque année. Celle-ci est minorée des transferts de compétences qui ont été évalués par la CLECT.
La commission locale chargée d'évaluer les charges transférées remet dans un délai de neuf mois à compter de la date du transfert de compétences un rapport évaluant le coût net des charges transférées. Ce rapport est approuvé par délibérations concordantes de la majorité qualifiée des conseils municipaux dans un délai de trois mois à compter de la transmission du rapport au conseil municipal par le président de la commission. Le rapport est également transmis à l'organe délibérant de l'EPCI.

## Fonctionnement
Le rôle de la commission est d’évaluer pour chaque commune les transferts de compétences réalisés, le plus souvent des communes vers l'EPCI. Ce montant rapproché du produit de taxe professionnelle perçu par les communes avant application de la taxe professionnelle unique permet d’obtenir le montant de l’attribution de compensation. 
Deux types de charges peuvent être évaluées :
- les charges de fonctionnement non liées à un équipement ;
- les charges de fonctionnement liées à un équipement.

Pour ce dernier cas, la loi du 13 août 2004 précise que le calcul se fait au moyen d'un coût moyen annualisé de l’ensemble des dépenses afférentes au bien pendant toute la durée de sa vie. Ces dépenses sont le coût initial de l’équipement, les frais financiers ainsi que les dépenses d’entretien.

## Exemple
Une commune appartient à une communauté de communes en fiscalité professionnelle unique. Cette dernière lui verse chaque année 200 000 euros qui correspondent à des produits de fiscalité professionnelle, versé en « compensation » à la suite de la réforme de la taxe professionnelle de 2010. Cette commune gère historiquement une piscine pour un montant de 100 000 euros. La communauté de communes décide de reprendre l'exercice de cette compétence. Logiquement, elle doit également récupérer des recettes afin de financer cette nouvelle charge. Les 100 000 euros ayant été évalués par la CLECT, ce montant est soustrait du montant initial de l'attribution de compensation de la commune, soit 200 000 - 100 000 = 100 000 euros de la nouvelle attribution de compensation. À noter que l'attribution de compensation finale peut être positive, ou négative.